# Правда о деле Гарри Квеберта
«Пра́вда о де́ле Га́рри Квебе́рта» (фр. La vérité sur l’affaire Harry Quebert, англ. The Truth About the Harry Quebert Affair) — детективный роман швейцарского писателя Жоэля Диккера. В Европе издан 19 сентября 2012 года. Роман также был выпущен в США 27 мая 2014 года издательством Penguin Books.

## Сюжет
Американский романист Маркус Гольдман оказывается в творческом кризисе и ищет помощи у своего учителя, писателя Гарри Квеберта. Вскоре Гарри обвиняют в убийстве 15-летней девочки, труп которой найден у него на заднем дворе. Убийство произошло 33 года назад. Маркус начинает расследование, пытаясь оправдать Гарри. По ходу расследования Гольдман пишет книгу о нём.

## Признание и награды
Книга была очень популярна в Европе, но имела средние отзывы в Северной Америке из-за многочисленных клише и тусклого стиля написания .
В конце октября 2012 года произведение Диккера было удостоено Большой премии Французской академии за роман, а также вошло в шорт-лист Гонкуровской премии и премии «Фемина».

## Экранизация
Канал Epix и компания MGM Television в 2018 году выпустили 10-серийный сериал «Правда о деле Гарри Квеберта». Съёмки начались в августе 2017 года в городе Форествилл, Канада, а в сентябре перенеслись в Монреаль. Режиссёром сериала стал Жан-Жак Анно. Роль Гарри Квеберта исполнил американский актёр Патрик Демпси, остальных героев сыграли Дэймон Уэйанс, Мэтт Фрюэр, Бен Шнетцер, Кристин Фросет, Вирджиния Мэдсен и Колм Фиори.